# Вінницький фаховий коледж мистецтв ім. М. Д. Леонтовича
Вінницький фаховий коледж мистецтв ім. М. Д. Леонтовича — навчальний заклад у Вінниці I рівня акредитації, відкритий 1958 року. До 2018 — Вінницьке училище культури і мистецтв ім. М. Д. Леонтовича.

## Передісторія
Музична освіта у Вінниці сягає Козацької доби, коли в Вінниці була відкрита філія Києво-Могилянської академії (1632) та єзуїтський колегіум (1642). Спів у хорі та нотна грамота були невіддільними предметами, що викладалися в цих закладах. У 1834 році піаніст і композитор Ігнацій Платон Козловський організував у Вінниці Музичний інститут, що проіснував до 1840 року. Станом на 1910 рік у Вінниці існувало два приватних музичних училища. Одне з них 1918 року викупив відомий музикант, випускник Празької консерваторії А. Гуммель.
В 1920 році внаслідок націоналізації всіх навчальних закладів, на базі училища Гуммеля та декількох музичних шкіл були відкриті музична профшкола, музичний технікум та консерваторія. Думку про їх відкриття вперше висловили Григорій Давидовський та Микола Садовський ще у 1919 році. Проте через фінансові труднощі 1923 року консерваторію було закрито, а 1934 року був закритий і технікум. Протягом 1930-х — 1950-х років у Вінниці діяла лише дитяча музична школа та вечірній факультет при цій школі.

## Сучасність
Сучасний заклад веде свій початок від 1958 року, коли за наказом Міністерства в 1958 році у Вінниці було засноване музичне училище. 1968 року училищу присвоєне ім'я Миколи Дмитровича Леонтовича. Початково музичному училищу відвели будинок по вул. Артинова (колишній 9 Січня), в 1960-х роках для училища збудували нове приміщення по вул. Чкалова з залом на 400 місць, тоді як в старій будівлі розмістилась стоматологічна клініка.
1997 року музичне училище реорганізоване в училище культури та мистецтв ім. М. Д. Леонтовича I рівня акредитації. 2018 року затверджено новий статут закладу, згідно з яким заклад вже іменується як коледж.
Училище має фортепіанний, струнний, народний, диригентсько-хоровий, вокальний, духовий, теоретичний, театральний, хореографічний відділи, де навчається близько 300 студентів. Викладацький склад налічує понад 120 педагогів. В училищі працював відомий скрипковий майстер Сергієнко Олександр Петрович. Також серед викладачів є лауреати міжнародних конкурсів та заслужені артисти України. На хореографічному відділі це заслужена артистка України Кондюк Людмила Петрівна, на струнному відділі лауреати міжнародних конкурсів Семко Роман Іванович та Гусєва Галина Миколаївна.

## Директори
Чехлатий В.П. - перший директор закладу.
Тимошенко О.С. - другий директор училища з 1960р. по 1963р., пізніше народний артист України, ректор Національної музичної академії в Києві, лауреат державної премії імені Т.Г. Шевченка, академік.
Візнюк Ю.М. -  керівник з 1963р. по 1977р. Завдяки його зусиллям у  1976 році запрацювала нова чотириповерхова добудова з просторими класами, малим залом, бібліотекою. 
Ковальов Ю.Т. - обіймав посаду з 1977 по 1997 рік. Завдяки його ініціативі та наполегливості у 1981 році був побудований комплекс, до якого війшли спортивний зал та їдальня. Була організована потужна фонотека та обладнаний за останніми вимогами техніки клас самопідготовки з теоретичних дисциплін.
Лозінський Л.В. — заслужений діяч мистецтв України, з 1997 по 2002 рік був директором навчального закладу.
Городинський Станіслав Станіславович — народний артист України, співак та композитор, директор закладу з 2004 року.

## Відомі випускники[4]
- Наталія Половинка — українська акторка, співачка, викладачка, лауреатка Національної премії України імені Тараса Шевченка (2006).

### Народні артисти України
- Анатолій Кочерга — український оперний співак, бас. Депутат Верховної Ради СРСР 11-го скликання.
- Володимир Зарков — український співак (тенор) і педагог; народний артист УРСР з 1978 року.
- Анатолій Сафронов

### Доктори наук
- Юрій Афанасьєв
- Борис Брилін — музикант-педагог, доктор педагогічних наук (1998), професор.
- Дмитро Журавель

### Заслужені працівники культури
Гуцол Михайло Андрійович — музикант, Заслужений працівник культури України, керівник Зразкового дитячого духового оркестру «Партеніт» (АР Крим).